# Grises
Grises es una banda guipuzcoana de indie pop formada en 2009. La agrupación musical está compuesta por los hermanos Amancay (voz) y Eñaut Gaztañaga (voz y guitarra), Alejandro Orbegozo (teclado y sintetizador), Raúl Olaizola (bajo) y Gaskon Etxeberria (batería). Todos sus miembros se conocieron en la escuela de música de Cestona, y adoptaron originalmente el nombre "Grises Sueños", antes de cambiarlo simplemente por Grises. En 2011 lanzaron su primer álbum de estudio, titulado El Hombre Bolígrafo; desde entonces han publicado otros cinco álbumes más, pasando por De Peces y Árboles lanzado el 26 de enero de 2018. y siendo el más reciente (y último) "Talismán" lanzado el 18 de octubre de 2020.
El 25 de octubre de 2022 anunciaron la disolución del grupo con un comunicado en redes sociales.
Dieron su último concierto el 30 de diciembre de 2023 en el centro Sanagustin Kulturgunea en la población de Azpeitia en la provincia de Guipúzcoa 

## Discografía

### Álbumes
- El Hombre Bolígrafo (2011), Origami Records
- No se alarme señora, soy soviético (2013), Origami Records
- Animal (2014), Octubre Records, Sony
- Erlo (2016), Octubre Records, Sony
- De Peces y Árboles (2018), Hook Ediciones Musicales
- Talismán (2020), Gaztain Estudios

### Sencillos
- Animal (2014)[8]
- Laberinto (2017)[8][9]
- Mi mejor fracaso (2017)[8][9]
- El Impacto (2018)[8][9]
- Comida para insectos (2018)[8]
- Amazonia Arde (2020)[8]
- Veneno (2020)[8]